# Galago rondoensis
Galago rondoensis  (лат.) — примат семейства галаговые.

## Описание
Одни из самых маленьких представителей рода Галаго. Вес менее 100 грамм. Хвост длинный, уши и глаза большие. От других галаго отличаются формой хвоста, напоминающего ёршик для чистки бутылок. У молодняка хвост красный, со временем темнеет. Кроме этого имеет уникальную воказлизацию — издаваемый звук состоит из двух нот, первая из которых заметно выше и повторяется до шести раз в постоянном темпе.

## Распространение
Эндемик Танзании, где населяет субтропические и тропические сухие леса. Ареал небольшой, в 2012 году оценивался в менее, чем 100 км2. Был обнаружен в прибрежных лесах на высоте от 50 до 900 м над уровнем моря. Ареал сильно фрагментирован, выделяют 8 изолированных популяций — одну на юго-западе Танзании, остальные в 400 км к северу, в районе Дар-эс-Салама.

## Образ жизни
Предпочитают прибрежные сухие леса. В рационе преимущественно насекомые, помимо этого фрукты и цветы. Перемещаясь по лесу при помощи прыжков, эти приматы ищут пищу в нижнем ярусе леса и лесной подстилке. Активны ночью, день проводят отдыхая в укромных местах в кронах деревьев. В помёте один или два детёныша.

## Статус популяции
Ареал небольшой, сильно фрагментирован. Международный союз охраны природы присвоил этому виду охранный статус "В критической опасности" (англ. Critically endangered). Вид находится по угрозой вымирания из-за уничтожения среды обитания. Входит в список 25 самых уязвимых видов приматов (англ. The World's 25 Most Endangered Primates), публикуемый МСОП." и список критически уязвимых видов млекопитающих, публикуемый Лондонским зоологическим обществом.